# Giorgio Gallesio
Giorgio Gallesio (Finalborgo, 23 maggio 1772 – Firenze, 30 novembre 1839) è stato un dirigente pubblico e botanico italiano.

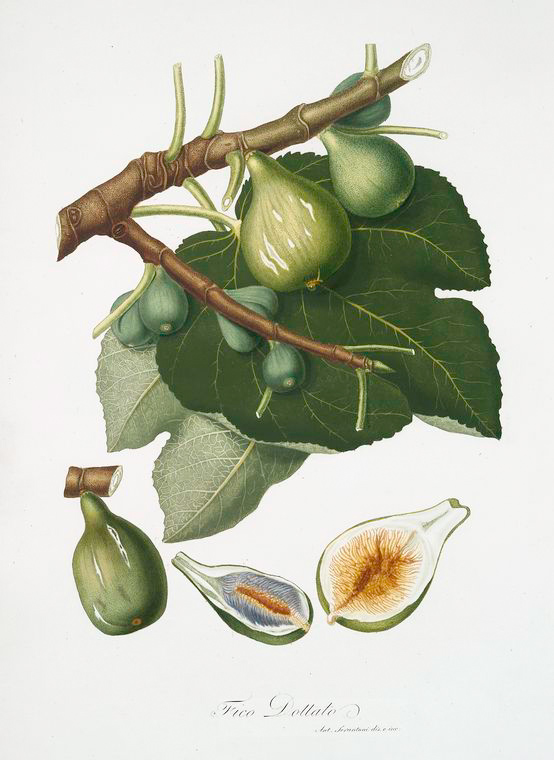
Fico Dottato

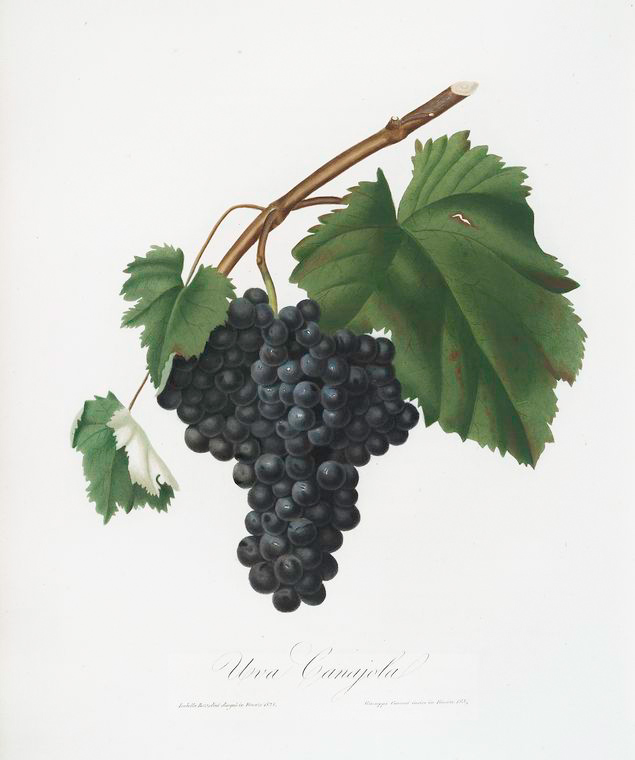
Uva Canaiola

È sepolto tra gli uomini illustri nel chiostro della Basilica di Santa Croce in Firenze.

## Biografia
Intrapresi gli studi giuridici, nel 1793 conseguì la laurea in giurisprudenza presso l'Università di Pavia e, più per tradizione familiare che per vocazione, affrontò la carriera in magistratura.
Gli anni a cavallo del XVIII e del XIX secolo furono da Gallesio dedicati alla gestione della sua importante azienda agricola, attività che svolse con inconsueta e innovativa imprenditorialità senza peraltro trascurare i suoi interessi culturali, scientifici e letterari.
Nel primo Ottocento entrò nella carriera amministrativa napoleonica e, il 24 gennaio 1811, ottenne la prestigiosa carica di sottoprefetto prima a Savona, capoluogo del Dipartimento di Montenotte, e poi a Pontremoli, nel Dipartimento degli Appennini.

Caduto Napoleone, Gallesio fu richiamato dal Governo dell'effimera Repubblica genovese e fu nominato rappresentante della Riviera di Ponente e membro della Commissione di Legislazione istituita per riformare l'antica Costituzione ligure del 1576. Nel 1814 - 1815 partecipò al Congresso di Vienna in veste di segretario della Legazione genovese, al seguito del Ministro plenipotenziario marchese Antonio Brignole Sale.

Dopo l'annessione della Liguria al Regno di Sardegna entrò nell'amministrazione sabauda e, nel 1816, divenne Commissario di Leva a Savona, carica che ricoprì, senza alcun entusiasmo e anzi con malcelata riluttanza, fino al 1823, anno in cui chiese ed ottenne il pensionamento.
Re Carlo Felice il 31 marzo 1828 promulgò una Regia patente con la quale gli veniva riconosciuto il titolo e la dignità comitale trasmissibile ai suoi discendenti.
Nello stesso anno Giovanni Battista, unico figlio di Giorgio Gallesio, sposò la contessina Pellina, unica figlia del conte Ferdinando Piuma di Prasco, console generale di Marina degli Stati Sardi.
Il sopravvenuto rapporto di parentela favorì le occasioni di presenza di Giorgio Gallesio nel castello del consuocero a Prasco, in un secondo tempo si giunse alla decisione della unione araldica dei due casati: infatti i figli di Giovanni Battista e i loro discendenti, con Regia Patente di re Carlo Alberto, ottennero l'autorizzazione ad aggiungere al cognome di famiglia quello del proprio avo materno assumendo il cognome "Gallesio-Piuma di Prasco".
La naturale propensione a dedicare la sua attenzione a problemi di interesse generale, le cariche pubbliche e i relativi impegni assunti non impedirono tuttavia di coltivare i suoi prediletti interessi scientifici, indirizzati prevalentemente nel campo della Pomologia, e di dedicarsi agli studi della fisiologia vegetale, della genetica applicata alla botanica, e della tassonomia frutticola.
Fu il primo a definire il termine di "dominanza" di un carattere genetico, da lui riscontrata nei suoi esperimenti di ibridazione sulla forma e colore dei fiori dei garofani.
La sua maggiore opera fu soprattutto, la Pomona Italiana, frutto di un'impresa editoriale senza precedenti per l'Italia, all'epoca politicamente travagliato e diviso, pubblicato in un arco di tempo di 22 anni, iniziato nel 1817 e conclusosi, quasi a completamento, con la morte di Gallesio avvenuta nel 1839.

## Opere

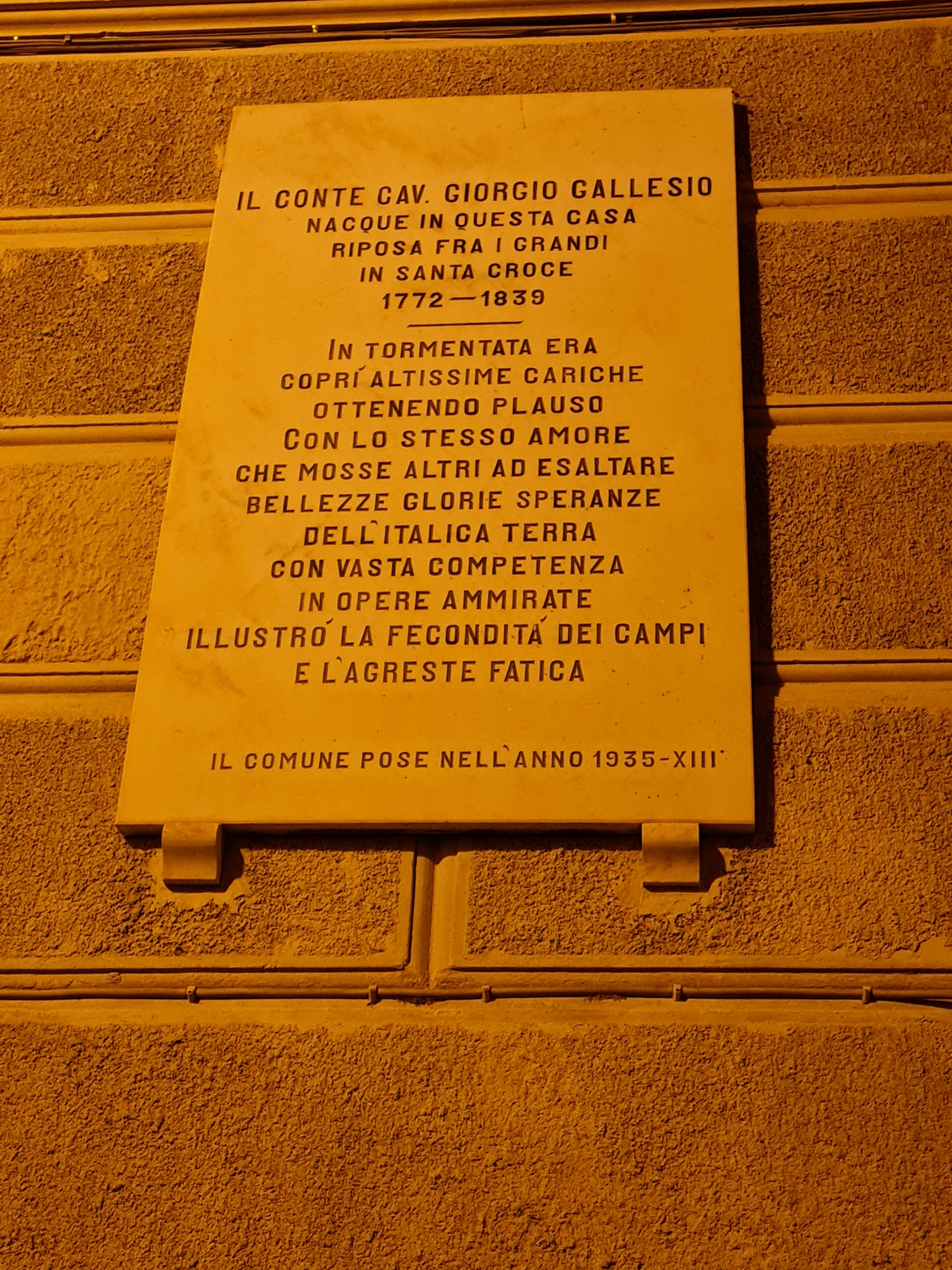
Targa commemorativa esposta sulla facciata della casa natale a Finalborgo

### Pomona italiana
La Pomona Italiana è indubbiamente l'opera che ha dato a Gallesio notorietà ed ampi consensi nella cultura europea della sua epoca.
La Pomona Italiana è la unione delle rappresentazioni (disegni) a colori ed a piena pagina dei frutti italiani distinti per varietà, con le descrizioni delle caratteristiche dei frutti, e degli alberi fruttiferi che li producono, la diffusione, l'origine, l'ambiente vitale.
Il successo è dovuto intanto alla oggettiva bellezza e completezza dell'opera, voluta puntigliosamente dal Gallesio ed ottenuta da una accurata scelta e preparazione di artisti che lavorarono ad essa, combinando per sua parte l'accurata preparazione dei testi della completa descrizione.
Gallesio annotò tutti i passi del miglioramento qualitativo ottenuto con il suo attento controllo che il risultato delle immagini fosse quanto più possibile corrispondente al reale.
Fu allegata alla lussuosa edizione iconografica e descrittiva anche una parte scientifica, molto meno appariscente ma di notevole valenza di merito, ora molto utile a documentare lo stato della cultura botanica del tempo, e la posizione personale in tale cultura del Gallesio nel particolare momento storico del passaggio dalla nominazione tassonomica botanica tradizionale preesistente, alla linneana.

### Altre opere
Tra le sue numerose pubblicazioni, sono di primaria importanza e con notevole successo (in Italia ma soprattutto all'estero) in ambito scientifico - naturalistico:
- Traité du Citrus pubblicato in francese a Parigi nel 1811.
- Teoria della riproduzione vegetale, pubblicata prima in tedesco a Vienna nel 1814 e in seguito in italiano a Pisa nel 1816.

### Opere postume
Alle diverse opere a stampa coeve di Gallesio vanno inoltre aggiunte le edizioni recenti di altre opere, promosse e realizzate dal Centro per la promozione degli studi su Giorgio Gallesio, fino ad epoca più recente rimaste inedite, o fortunosamente ritrovate.
Le edizioni, per opera diretta o a mezzo di trascrizione e commento di Enrico Baldini, Professore Ordinario di Arboricoltura Generale all'Università di Bologna, mediante il Centro per la promozione degli studi su Giorgio Gallesio, che ne curò le ricostituzioni, le stesure, e le pratiche di pubblicazione, furono infine pubblicate presso l'Accademia dei Georgofili di Firenze. Un corposo volume manoscritto intitolato Giornale di agricoltura e viaggi è conservato all'Accademia delle Scienze di Torino. Una parte del diario si conserva a Genova presso l'archivio Gallesio-Piuma e un'altra ancora si trova nella Garden Library di Dumbarton Oaks a Washington D.C., schedata come Gallesio's manuscripts.
Sempre a cura del Centro trovarono pubblicazione opere di altri autori o presso altri editori.
Alcune pubblicazioni
- LAMBERTI M.C., Giorgio Gallesio : dai giornali d'agricoltura e di viaggi, Genova, 1985.
- BALDINI E., TOSI A., Scienza e Arte nella Pomona Italiana di Giorgio Gallesio, Accademia dei Georgofili, Firenze, 1994.
- GALLESIO G., I giornali dei viaggi, a cura di E. BALDINI, Accademia dei Georgofili, Firenze, 1995.
- BALDINI E., L'Atlante Citrografico di Giorgio Gallesio, Accademia dei Georgofili, Firenze, 1996.
- FERRARO C., Giorgio Gallesio (1772 - 1839). Vita, opere, scritti e documenti inediti, Accademia dei Georgofili, Firenze, 1996.
- GALLESIO G., Trattato del Lazeròlo, a cura di E. BALDINI, Accademia dei Georgofili, Firenze, 1998.
- FERRARO C., L'aceto balsamico nell'archivio Gallesio-Piuma di Genova, in Atti del convegno di studi, L'aceto balsamico a Nonantola, ed. Comune di Nonantola, 1998.
- AA.VV., Omaggio di Prasco a Giorgio Gallesio, Atti del convegno di studi, Centro per la promozione degli studi su Giorgio Gallesio, castello di Prasco (AL), 1999.
- GALLESIO G., Memoria sulla circolazione della linfa nelle piante, a cura di E. BALDINI, Accademia dei Georgofili, Firenze, 2000.
- GALLESIO G., Dell'influenza dell'innesto, a cura di E. BALDINI, Accademia dei Georgofili, Firenze, 2000.
- VIACAVA L., Le Palme negli scritti di Giorgio Gallesio, Accademia dei Georgofili, Firenze, 2001.
- FERRARO C., Giorgio Gallesio e la missione botanica di Giovanni Casaretto (1838 - 1839), De Ferrari ed., Genova, 2001.
- BALDINI E., Giorgio Gallesio botanico agrario del primo Ottocento, Atti del convegno di studio Botanici dell'Ottocento in Liguria, Accademia Ligure di Scienze e Lettere e Società Economica di Chiavari, Genova, 25 ottobre 2002 e Chiavari 26 ottobre 2002.
- FERRARO C., La Casata dei Gallesio. Ragguagli biografici, araldici e genealogici ricavati da documenti inediti, Centro per la promozione degli studi su Giorgio Gallesio, castello di Prasco (AL), 2002.
- FERRARO C. Il carteggio Gallesio - Littardi (1811 - 1839), Centro per la promozione degli studi su Giorgio Gallesio, castello di Prasco (AL), 2003.
- BALDINI E., Gli inediti trattati del Pesco e del Ciliegio di Giorgio Gallesio, Accademia dei Georgofili, Firenze, 2003.
- BALDINI E., Il commercio della frutta negli scritti di Giorgio Gallesio, Accademia dei Georgofili, Firenze, 2003.
- FERRARO C., Tassonomia viticola e richiami enologici negli scritti di Giorgio Gallesio, Centro per la promozione degli studi su Giorgio Gallesio, Urbs, XVII, n. 2, Ovada, 2004.